# Dolly Minhas
Dolly Minhas, född den 8 februari 1968 i Chandigarh, Indien, är en skådespelare och före detta modell. Hon vann Fröken Indien 1988 och filmdebuterade 1991 i Dastoor. Hon är sedan 1997 gift med filmregissören Anil Matoo.

## Biografi
Minhas föddes i Chandigarh och växte upp i Punjab. Hon studerade vid Punjab university när hon sökte till Fröken Indien, en tävling hon vann. 1988–1989 representerade hon Indien i Miss Universum som gick av stapeln i Mexiko. Därefter fortsatte hon som programledare innan hon började som skådespelare.

## Filmografi
- Grihasti (2008)[3]
- Bombay Dreams (2004)[4]
- Ab Ke Baras (2002)[3]
- Mr. Bond (1992)[2]